# Смуги вторгнення

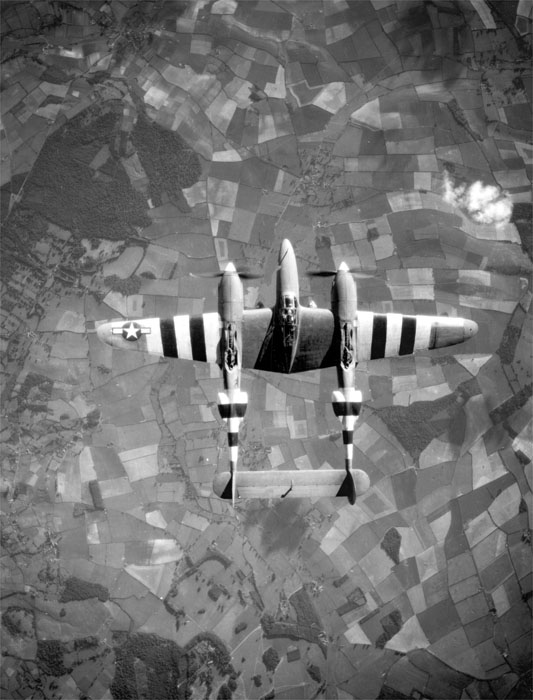
Американський важкий винищувач P-38 «Лайтнінг» з нанесеними «смугами вторгнення» під час Нормандської операції 1944 року.

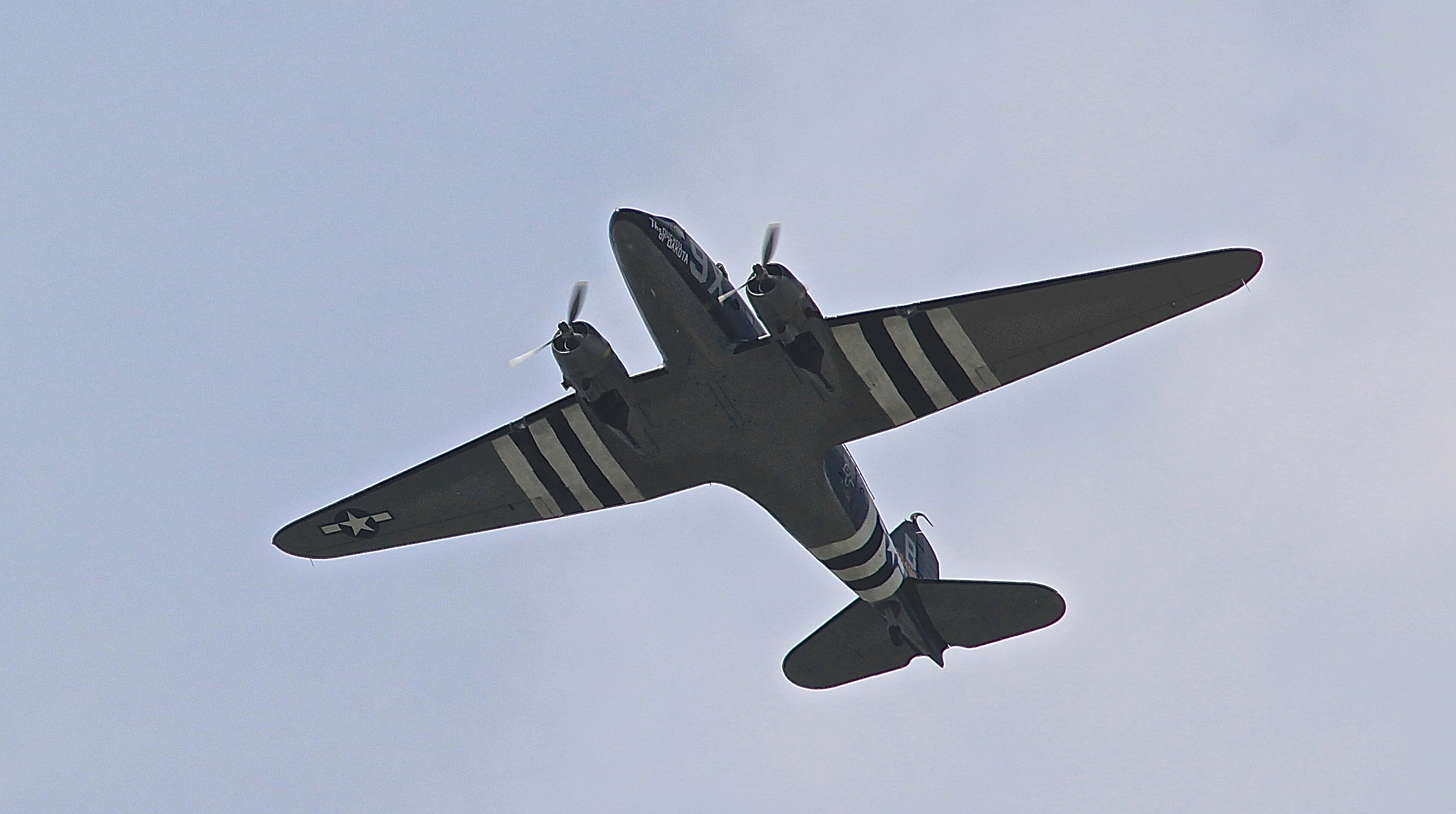
Дуглас C-47 «Дакота».

«Смуги вторгнення» (англ. Invasion stripes) — елементи швидкої візуальної бойової ідентифікації наземної та повітряної техніки, використовувані збройними силами у військових конфліктах для зниження випадків її ураження власними військами. Найбільш активно застосовувалися в ході висадки союзних військ у Нормандії під час Другої світової війни, коли певні схематичні розташування смуг білого і чорного кольорів, переважно в авіації, і отримали свою назву.
Використання схеми поперемінного поєднання трьох білих і двох чорних смуг, які наносилося на верхню і нижню площині крил, а також на хвостову частину фюзеляжу авіаційної техніки союзників, було схвалено об'єднаним командуванням союзними ВВС в Північно-Західній Європі 17 травня 1944 року. Тоді ж кілька літаків з «смугами вторгнення» здійснили проліт над флотом союзників, щоб ознайомити наземні та морські війська з новою схемою розпізнавання. Смуги наносилися на всі винищувачі союзників, літаки фоторозвідки, транспортники, дводвигунові легкі та середні бомбардувальники, а також літаки спеціального призначення. При цьому вони не використовувалися на американських чотирьохдвигунних важких бомбардувальниках, оскільки літаків схожого класу у Люфтваффе практично не було. Для запобігання можливим інцидентам виявлення літаків при базуванні їх на території Франції, протягом місяці після «Дня Д» було наказано видалити смуги з верхніх площин. Повністю «смуги вторгнення» були видалені з літаків до кінця 1944 року.

## Опис
Спочатку «смуги вторгнення» наносилися на верхню і нижню площині консолей крила, а також на фюзеляж літаків у вигляді чорно-білих смуг. На однодвигунних літаках вони представляли собою три білі та дві чорні смуги шириною 46 см, віддалені від розпізнавального знака ВПС на 15 сантиметрів убік фюзеляжу . Такої ж смуги наносилися і на хвостову частину фюзеляжу літака з відступом в 46 см від передньої кромки кіля. На дводвигунних літаках ширина смуг складала 61 см .

## Використання

### Хоукер «Тайфун» та «Темпест»

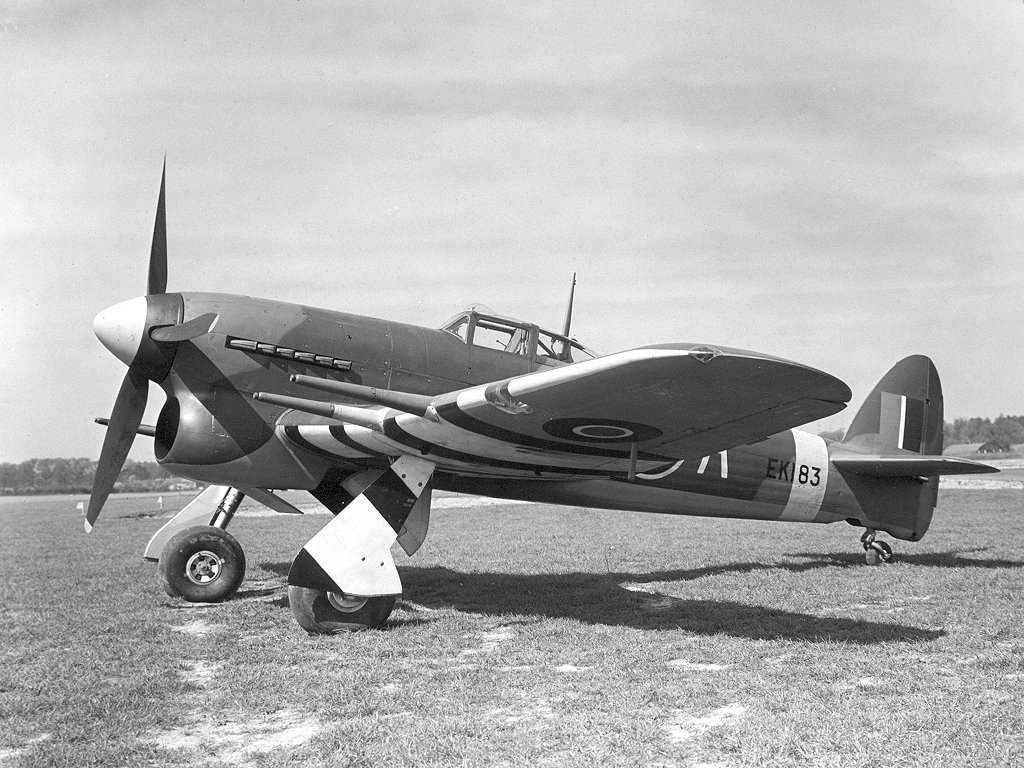
Британський винищувач Хоукер «Тайфун» з смугами упізнавання на нижній поверхні крил, квітень 1943 року.

Вперше такі знаки швидкої візуальної ідентифікації стали застосовуватися англійцями під час Другої світової війни. Необхідність їх використання була викликана тим, що британські винищувачі Хоукер «Тайфун» та Хоукер «Темпест» мали зовнішні обриси, схожі з німецькими Фоке-Вульф FW-190. Щоб відрізнити свої літаки від ворожих під час повітряних боїв, британці стали наносити на них чорно-білі смуги .
Наказ про нанесення чергуючих чорно-білих смуг на літаки був відданий 5 грудня 1942 року. Згідно з ним, на нижню поверхню крил всіх «Тайфунів» та «Темпестів» наносили по чотири чорні смуги шириною 30 сантиметрів та по три білі смуги шириною 61 сантиметр . З 1943 року до стандартної колірної схеми була додана жовта смуга шириною 46 сантиметрів, яка йшла від гармати з боку фюзеляжу по верней площині кожної з консолей крила  .

### Операція Starkey
Восени 1943 року «смуги вторгнення» використовувалися авіацією Великої Британії, Канади та США під час бомбардувань німецьких позицій у французькій Булоні. На нижню і верхню поверхні крил наносилися чорно-білі смуги. Найширша смуга починалася біля закінцівки крила і закінчувалася біля п'ятої нервюри. Ширина вузьких білих і чорних смуг для одномоторних літаків становила 46 см, а для дводвигунових - 61 см .

### Fw-190D ескадрильї Jagdverband 44
У березні 1945 року в Люфтваффе була сформована елітна винищувальна частина Jagdverband 44, озброєна реактивними винищувачами Me.262 і поршневими винищувачами Fw -190D. «Фокке-Вульфи» повинні були прикривати реактивні винищувачі під час зльотів і посадок, коли останні були найбільш уразливі і практично позбавлені можливості оборонятися. Для винищувачів Fw-190D були розроблені особливі знаки швидкої ідентифікації. Нижня частина літака була повністю пофарбована в червоний колір, поверх якого були нанесені вузькі білі смуги .

### Корейська війна

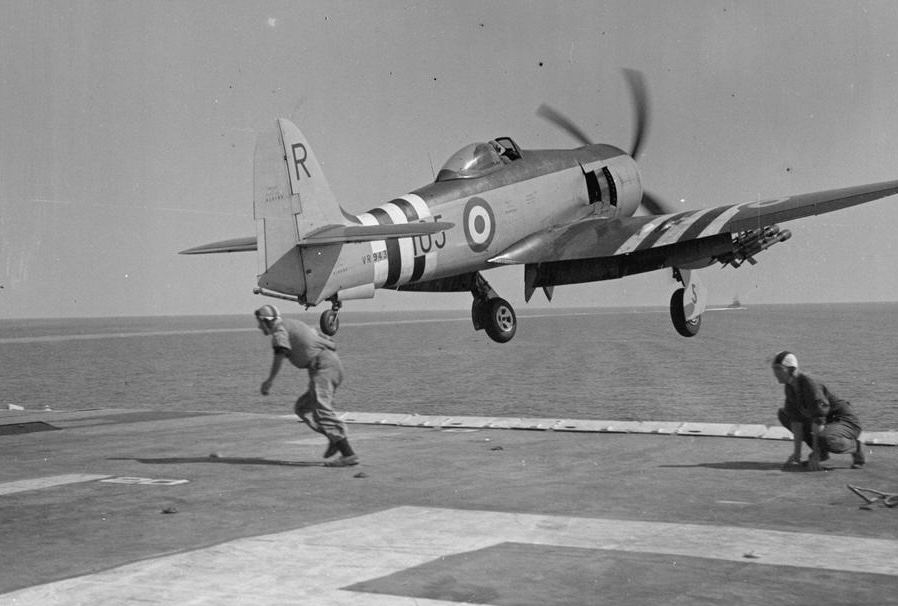
Зліт британського винищувача Гоукер «Сі Ф'юрі» з авіаносця «Глорі» в ході Корейської війни, 1951 рік.

Після Другої світової війни «смуги вторгнення» в 1950 році були знову використані на літаках ВПС США і Великої Британії під час Корейської війни. Зокрема, візуально помітна символіка була застосована на винищувачах F-86 "Сейбр" четвертий винищувального авіакрила, яка могла дозволити «Сейбр» виділитися від схожого по силуету МіГ-15. На техніку наносилися оранжево-жовті смуги-«пов'язки» з чорною окантовкою . «Пов'язки» малися на кожній площині крила і навколо середньої частини фюзеляжу. Закінцівки кіля фарбувалися жовтим кольором. Смуга на фюзеляжі мала ширину 71 см, на площинах крила - 91 см, ширина чорної облямівки - скрізь 10 см. Пізніше кілі винищувачів стали розфарбовувати чорними шаховими клітинами .

### Суецька криза

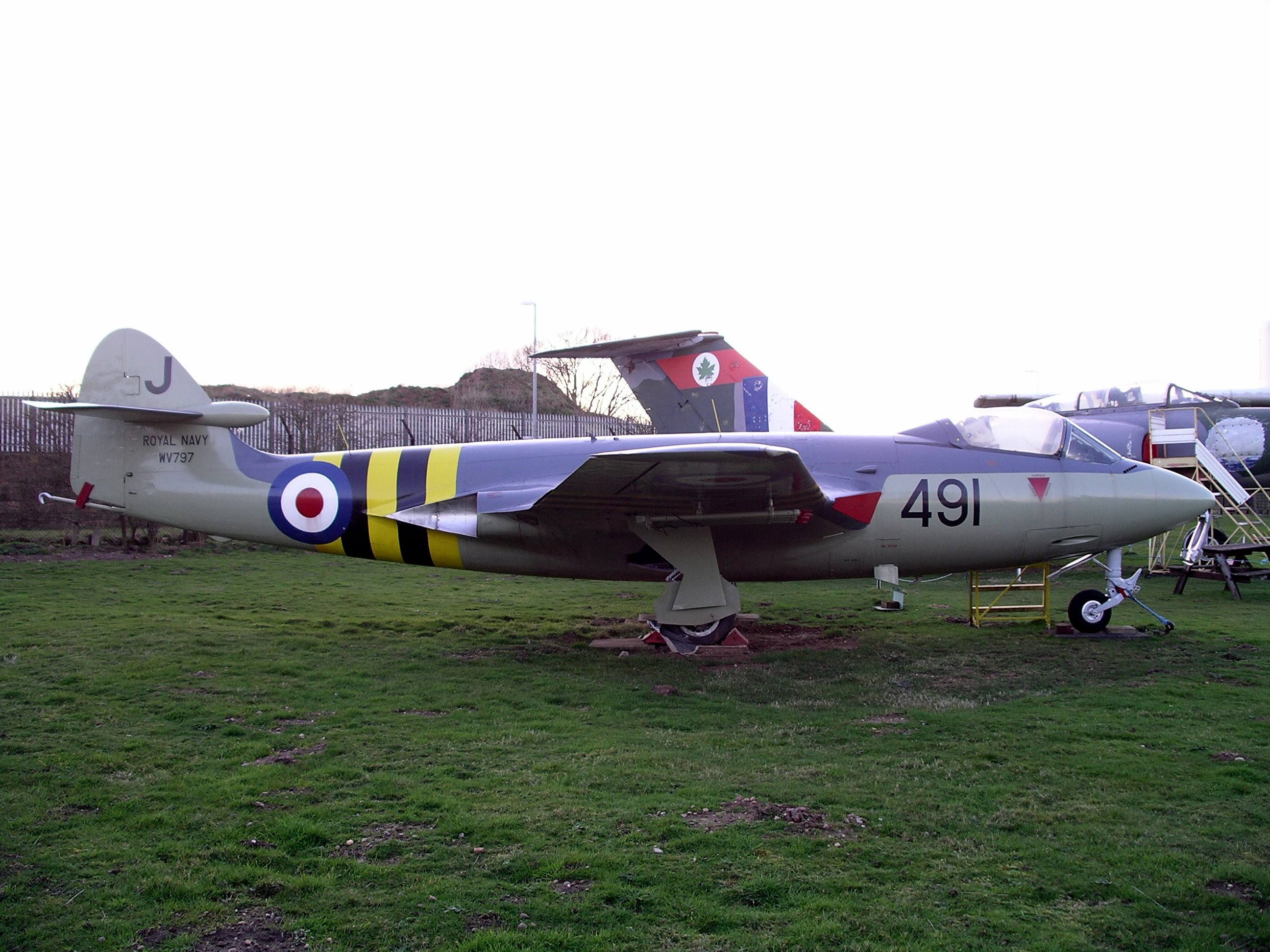
Hawker Sea Hawk з чорно-жовтими «смугами вторгнення» часів Суецького конфлікту 1956 року.

«Смуги вторгнення» як знаки швидкого розпізнавання наносилися на літаках Повітряних сил флоту Великої Британії, ВПС Франції і Ізраїлю в період бойових дій Суецької кризи 1956 року. Ідея використання подібних відзнак базувалася на аналогічному досвіді Другої світової війни, коли союзники ввели чорно-білі смуги на крилах та фюзеляжі своїх літаків під час висадки в Нормандії .
У період Суецької кризи смуги вторгнення були жовто-чорні (3 жовті і 2 чорні) і наносилися на крила і фюзеляж. На англійських і французьких літаках були нанесені 31 жовтня та 1 листопада 1956, а на ізраїльських 1-2 листопада . Схема нанесення проте розрізнялася.

### Вторгнення до Чехословаччини
Білі смуги вторгнення наносилися на союзну техніку під час вторгнення військ країн Варшавського договору в Чехословаччину в 1968 рік році. Так як всі країни-сателіти СРСР мали однакове озброєння, то війська Чехословаччини необхідно було швидко розпізнавати. Тому на всю техніку, яка брала участь у операції «Дунай», були нанесені поздовжні (також робилися «поперек») білі смуги. Вся бойова техніка радянського та союзного виробництва без білих смуг підлягала «нейтралізації», бажано без стрілянини .
Слід зазначити, що використовувати маркування для впізнання своїх танків з повітря Збройні сили СРСР почали ще з часів громадянської війни, військових маневрів 1930-х років і під час введення радянських військ в країни Прибалтики в 1940 році. Під час німецько-радянської війни використовувалися білі смуги, нанесені вздовж центральної частини танкової башти, уздовж її осі, білі хрести, нанесені на верх башти. Такі смуги продовжували використовуватися на різних фронтах з невеликими варіаціями до кінця війни. Деякі частини використовували ідентифікаційні знаки для наземних частин. Як правило, це були смуги з боків башти або на корпусі. Зазвичай вони були білого кольору.

### Російська збройна агресія проти України

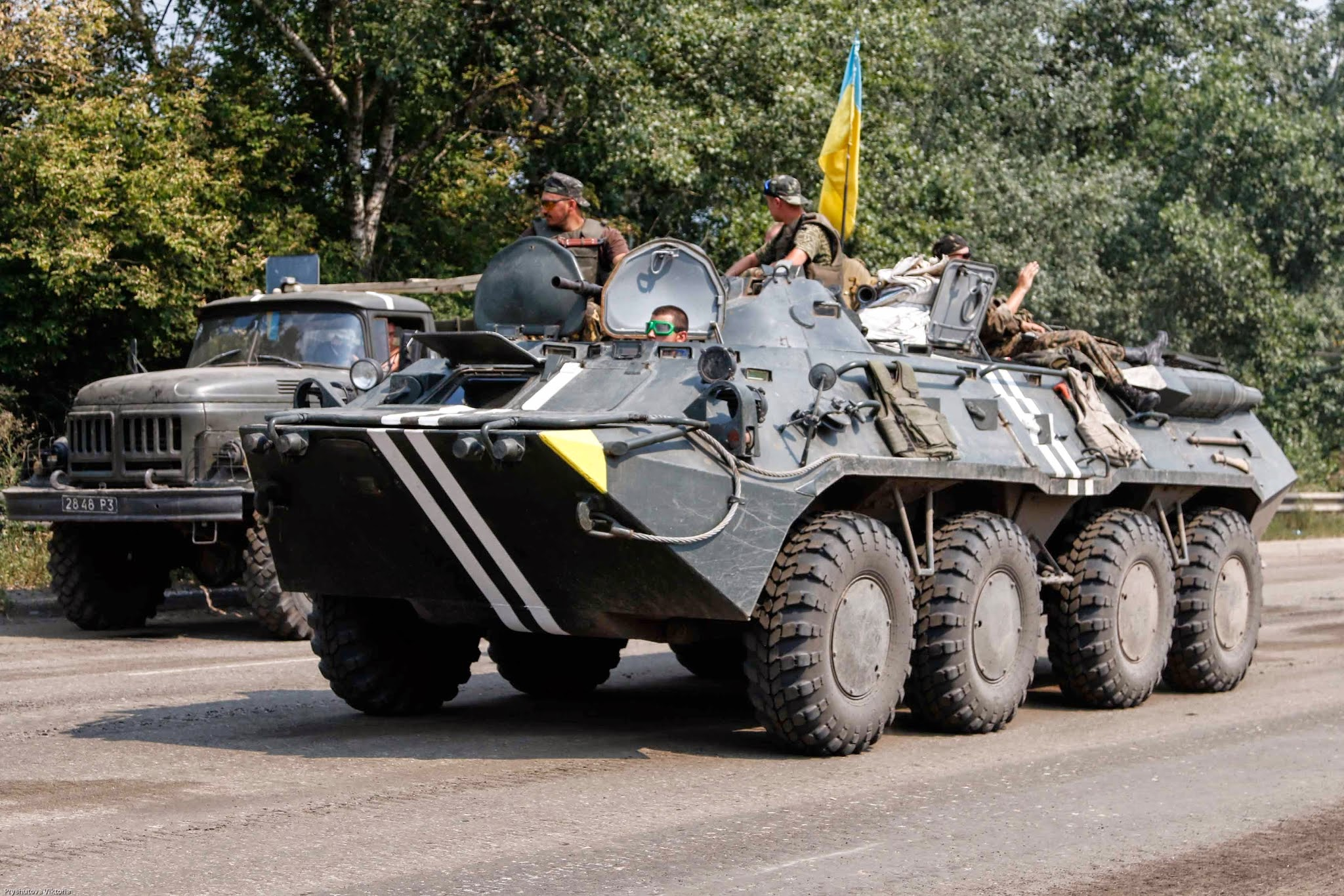
БТР-80 під час конфлікту на Донбасі, 2014 рік.

З початком конфлікту на Донбасі сторонами конфлікту активно використовуються «смуги вторгнення» на техніці, що бере участь в бойових зіткненнях. Це пов'язано з тим, що в розпорядженні сторін є значна кількість аналогічної військової техніки.
Перед початком нового вторгнення в Україну 21 лютого 2022 року була помічена техніка ЗС РФ біля кордону з Україною, що мала маркування з латинськими літерами Z та V. Ці маркування згодом набули резонансу в російському суспільстві і почали використовуватись як символи підтримки війни.